# مجموعة جيوش أوبراين
مجموعة جيوش أوبراين أو القيادة العليا لنهر الراين الأعلى ((بالألمانية: Oberkommando Oberrhein)‏، كما يشار إليها بشكل غير صحيح باسم مجموعة جيوش الراين الاعلى ((بالألمانية: Heeresgruppe Oberrhein)‏، كان مقر قيادة لم يدم طويلا للقوات المسلحة الألمانية (الفيرماخت) التي أنشئت على الجبهة الغربية خلال الحرب العالمية الثانية. تم تشكيل القيادة العليا لنهر الراين الأعلى في 26 نوفمبر 1944 وتم إلغاء تنشيطها في 25 يناير 1945. وكان القائد الوحيد لهذ المقر هاينريش هيملر.
على الرغم من أن مصادر اللغة الإنجليزية تشير إليه على أنه «مجموعة جيش»، فإن المصطلح الألماني Oberkommando يعني في الواقع «قيادة عليا». على هذا النحو، لم تكن قيادة أوبراين مجموعة تابعة للجيش لقيادة مسرح عملياتي، ولكنها كانت أهميتها مساوية لقيادة مسرح عملياتي وترسل تقاريها مباشرة إلى القيادة العليا للفيرماخت (OKW) وأدولف هتلر. يشير المصطلح الألماني أوبراين إلى الروافد العليا لنهر الراين، وهي المنطقة الجغرافية التي تتحمل هذه القيادة مسؤولية الدفاع عنها.

## التكوين
بعد هجمات الحلفاء الناجحة في نوفمبر 1944 التي زحفت على سافيرز وبلفور جابس ووصلت إلى نهر الراين، وحرر بيلفورت وستراسبورغ ومولهاوس، أمر هتلر القوات الألمانية كولمار في ألزاس بالثبات. تم تجريد مجموعة الجيوش الألمانية جي (Heeresgruppe G) من مسؤولية الدفاع عن المنطقة المحيطة بكولمار والدفاع عن نهر الراين جنوب Bienwald.
في 26 نوفمبر 1944، نظم الألمان القيادة العليا لنهر الراين الأعلى للدفاع عن نهر الراين الأعلى.  ولى هتلر القيادة إلى زعيم الرايخ إس إس هاينريش هيملر في 10 ديسمبر،  معتقدًا أن وجود هيملر سيحفز جهودًا استثنائية من جانب كل من الجيش الألماني ومسؤولي الحزب النازي في المنطقة.

## القادة
| Name | Took office   | Left office                                     | Party            | Party           |         |
| ---- | ------------- | ----------------------------------------------- | ---------------- | --------------- | ------- |
| 1    | هاينريش هيملر | زعيم الرايخ إس إس هاينريش هيملر (1900–1945)     | 10 December 1944 | 24 January 1945 | 45 أيام |
| 2    | باول هاوسيه   | SS-Oberst-Gruppenführer باول هاوسيه (1880–1972) | 24 January 1945  | 25 January 1945 | 1 يوم   |